# Delta Force 2
Delta Force 2 es la secuela del gran videojuego creado por Novalogic que asentó la base de este estilo, juegos como FarCry, Call of Duty, o Project Igi sin duda bebieron de él, mapas gigantes, atacar bases enemigas y la guerra u objetivos aislados de por medio, el claro tópico de antiterroristas contra terroristas, iniciando en Counter-Strike también tiene claros tintes hacia este Delta Force que nos iluminó con las primeras partidas en línea serias en un juego que no se viese tan mal como el Quake. Se inspira en diversos filmes de acción interpretados por Chuck Norris, en la década de los 70.

## Modo de Juego
Hay misiones tanto en Campañas como en la sección de Misiones Rápidas en las que el jugador se alía con los Spetsnaz rusos en misiones de rescate o ejecución. Se puede ver al Comandante de los SPetsnaz con una boina azul. Otros puntos que hacen del juego más serio es la presencia de tanques y aviones de ataque. La jugabilidad es excelente, aunque el arsenal de armas es más amplio, podría serlo más, principalmente se esperaría poder utilizar el fusil AK-47 soviético o la posibilidad de utilizar artillería pesada. 
El número total de efectivos enemigos asciende a más de 1.800.
El jugador asume el papel de un operativo de Delta Force que participa en misiones en todo el mundo. La acción tiene lugar en vastos entornos al aire libre y las distancias de combate alcanzan varios cientos de metros. El juego tiene un énfasis en el realismo, con enemigos humanos y el jugador es muy vulnerable al daño de las armas, y los proyectiles están sujetos a las condiciones del viento.
Las misiones consisten en una serie de objetivos, mientras que los puntos de navegación indican qué hacer, el jugador es libre de acercarse a los objetivos como lo considere oportuno. Los objetivos generalmente implican eliminar toda presencia hostil en un lugar específico, rescatar rehenes o destruir vehículos e instalaciones enemigas. Muchas misiones presentan equipos aliados de Delta Force que siguen comandos predefinidos por el diseño de la misión, y que también pueden recibir órdenes del jugador. El jugador puede ver las posiciones de enemigos cercanos y unidades amigas mediante el uso de un minimapa en su HUD.

### Motor de juego
El juego continúa utilizando el motor Voxel Space propiedad de NovaLogic de sus juegos anteriores, que incluyen la serie Delta Force original y la serie de simuladores de combate de helicópteros Comanche, conocidos por su capacidad de renderizar vastos paisajes. Esta versión actualizada del motor se denomina Voxel Space 32, ya que está optimizada para tarjetas gráficas de 32 bits y ya no admite tarjetas de 16 bits. Todo terreno es visualizado por vóxeles, mientras que los personajes, vehículos, estructuras u otros detalles son poligonales. A diferencia de su predecesor, Delta Force 2 es compatible con la aceleración de hardware. Una nueva característica en Delta Force 2 'La versión del motor son vóxeles estirados que permiten simular hierba alta, capaz de enmascarar caracteres a cualquier distancia.

### Editor de la misión
El juego incluye un editor de misiones que permite al usuario colocar objetos, enemigos y objetivos en uno de los paisajes existentes del juego.

## Recepción
Delta Force 2 recibió un premio de ventas "Plata" otorgado por la Asociación de Editores de Software de Entretenimiento y Ocio (ELSPA), que indica ventas de al menos 100.000 copias en el Reino Unido.
El juego recibió críticas "promedio" según el recopilador de reseñas de videojuegos GameRankings. Brett Todd de Computer Gaming World otorgó a Delta Force 2 dos de cinco estrellas, criticando el juego por "gráficos abismales", diseño de sonido deficiente y falta de información general sobre las misiones. También criticó la necesidad de examinar cuidadosamente la pantalla en busca de pequeños enemigos a lo lejos, así como el bajo rendimiento del juego, obligando al jugador a jugar con una resolución pequeña incluso en hardware de alta gama y empeorando aún más el problema de detectar enemigos. . Sin embargo, alabó el diseño de la misión y el modo multijugador para hasta 50 jugadores. Michael E. de GameSpot fue más entusiasta, otorgando el juego 8.2 puntos de 10. En particular, elogió el diseño de la misión, calificándola de "generalmente excelente" y señalando que las misiones suelen ser "realistas y creíbles", con algunas excepciones más inspiradas en películas de acción. También elogió el modo multijugador y el diseño de sonido del juego.